# Aysén Televisión
Aysén Televisión es un canal de televisión que se emite en el cable en la ciudad de Puerto Aysén.

## Historia
Aysén TV inició sus transmisiones el 15 de octubre de 2021 en el canal 67 de Puerto Aysén, luego del cese de transmisiones de la señal municipal que operaba esta frecuencia. Su programación se concentra en la emisión de producciones audiovisuales regionales, con un profundo acento localista, además, en lo informativo desarrolla un trabajo asociativo con diversos medios de comunicación en Internet que entregan información emergente con enlaces en directo.

## Programación

### Programación actual
- El Primer Mate[2]: Matinal realizado desde Puerto Aysén con información local y regional.
- El Informativo, nuestras noticias: Noticiero regional realizado en Coyhaique por el Canal Santa María TV.

## Medios asociados
- Aysén Ahora
- Panorámica Informativa
- La Tribuna de Aysén
- Vive el Deporte Aysén
- Santa María TV
- Canal 2 TV Quellón